# Wiesław Kubicki
Wiesław Stanisław Kubicki (ur. 27 maja 1948 w Łopuszce Małej) – polski inżynier i samorządowiec,  nieprzerwanie od 1981 do 2014 zarządca gminy Zarzecze w powiecie przeworskim (do 1990 jako naczelnik, następnie jako wójt).

## Życiorys
Z wykształcenia magister inżynier. Od 1981 roku zarządza gminą Zarzecze, od 2002 zwyciężając w wyborach bezpośrednich w pierwszej turze. Po raz ostatni wybrano go w 2014, w 2018 nie ubiegał się o reelekcję. Każdorazowo uzyskiwał jednogłośne absolutorium ze strony rady gminy. Dwukrotnie bez powodzenia kandydował do Sejmu i Senatu z list Polskiego Stronnictwa Ludowego, którego jest członkiem.
Wielokrotnie sam wójt oraz zarządzana przez niego gmina znajdywali się w finałach konkursów na najlepiej zarządzane gminy, m.in. w konkursie na wójta roku, za zorganizowanie systemu wodno-kanalizacyjnego w gminie, jako zwycięzca konkursu „Mister Poland” (1997) czy finalista w konkursie „Nasz człowiek w urzędzie” (obecnie zasiada w kapitule ostatniego z konkursów).